# Arturo Scotto
Arturo Scotto (né le 15 mai 1978 à Torre del Greco) est un homme politique italien, député depuis 2013.
Il a présidé le groupe Gauche italienne à la Chambre des députés de 2014 à 2017.
Inscrit à la Sinistra giovanile (SG) en 1994, en 1996 il devient le secrétaire du Circolo de Torre del Greco et en 2001 secrétaire de la Fédération provinciale de Naples de SG. La même année il fait partie de la direction nationale des Démocrates de gauche (DS). Lors des élections législatives de 2006, il est élu député au sein de la coalition de L'Olivier dans la circonscription de Campanie I, en devenant le plus jeune parlementaire de la législature. Faisant partie de la gauche de DS, il s'oppose à la dissolution de DS et en sa transformation en Parti démocrate lors du 4e congrès national de SG.
le 25 février 2017, il fait partie avec Roberto Speranza et Enrico Rossi du lancement de Democratici e progressisti, une scission de gauche du PD.